# Lotusblomma (Skivvärlden)
Lotusblomma är en fiktiv person skapad av Terry Pratchett.

## Kuriosa
Lotusblomma kommer från det Agateanska Imperiet och är en av huvudpersonerna i boken Spännande tider. Hon ingår i Röda Arméns Hunghungkader och har varit där länge. Lotusblomma är mycket högt uppsatt inom armén. Hon har också ett antal barn, som även de ingår i Hunghungkaderen som också är öppen för barn. Ett av barnen heter Älsklingspärla och bär alltid med sig en liten nallebjörn.